# Bekassine

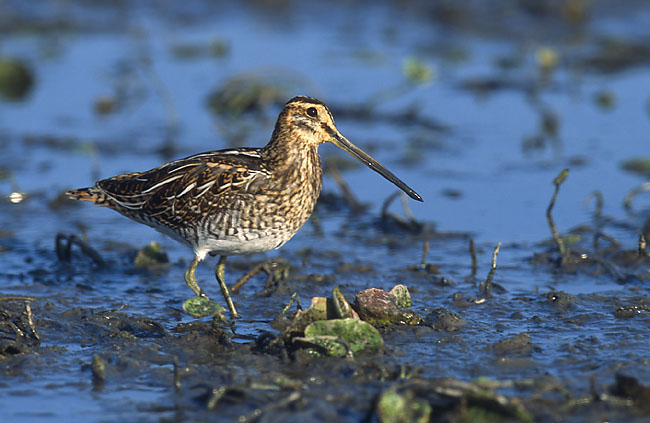
Bekassine auf einer Schlammfläche

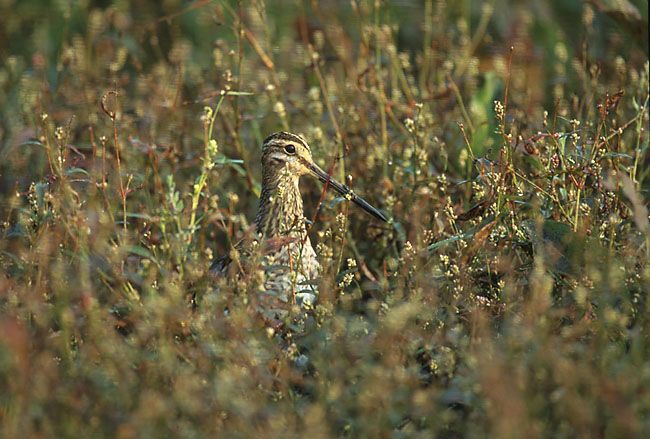
In dichter Vegetation getarnte Bekassine

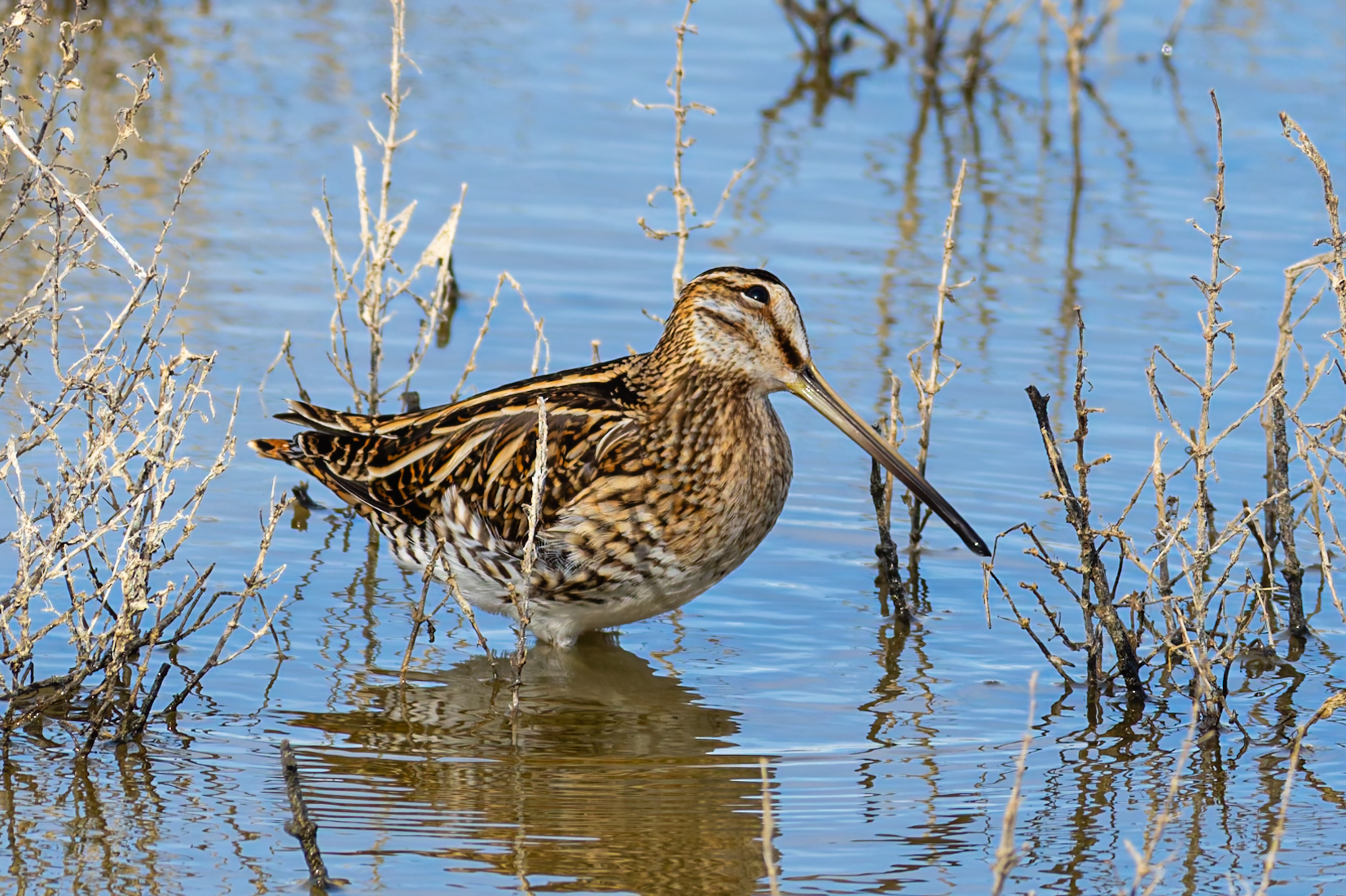
Bekassine mit wachsamem Blick nach oben

Die Bekassine (Gallinago gallinago), auch Sumpfschnepfe, ist eine sehr langschnäbelige, mittelgroße Art aus der Familie der Schnepfenvögel. Sie ist über große Teile der Paläarktis verbreitet und überwintert überwiegend in den Subtropen und Tropen der Alten Welt. Sie besiedelt zur Brutzeit Moore, Feuchtgrünland und Wiesen; zur Zugzeit ist sie wie die meisten Watvögel auf schlammigen Flächen an Binnengewässern und Küsten zu finden. Charakteristisch ist der Balzflug, bei dem der Vogel sich aus großer Höhe senkrecht herabfallen lässt und mit abgespreizten, äußeren Steuerfedern ein „wummerndes“ Geräusch erzeugt.
Weltweit gesehen ist die Bekassine nicht im Bestand bedroht. In Europa gab es jedoch aufgrund von Lebensraumverlusten seit der zweiten Hälfte des 20. Jahrhunderts starke Bestandseinbußen. Die Bekassine war Vogel des Jahres 2013.
Früher wurde die nordamerikanische Wilsonbekassine (Gallinago delicata) als Unterart der Bekassine angesehen.

## Beschreibung
Die Bekassine ist mit einer Körperlänge zwischen 25 und 27 cm, von denen 55–75 mm auf den recht langen Schnabel entfallen, etwa drosselgroß. Die Flügellänge beträgt 123–144 mm. Das Gefieder weist eine bräunliche Tarnfärbung mit markanten Längsstreifen auf Kopf und Rumpf auf. Der Bauch ist im Unterschied zu manchen anderen Arten der Gattung ausgedehnt weiß. Der 49–64 mm lange Schwanz ragt beim sitzenden Vogel relativ weit über die Flügelspitzen hinaus. Die relativ kurzen und kräftigen Beine sind gelblich grün bis graugrün. Der Schnabel zeigt an der Basis eine rötlich braune, an der Spitze eine dunkelbraune Färbung. Er ist etwa doppelt so lang wie der Kopf von der Schnabelbasis bis zum Hinterkopf. Die Iris ist braun. Die Geschlechter unterscheiden sich nicht.
Der Kopf adulter Vögel zeigt das typische Streifenmuster der Gattung: Vom dunkelbraunen Scheitel setzt sich ein gelblich beiger Mittelstreif ab. Der Überaugenstreif ist ebenfalls gelblich beige und die dunkle Strichelung der Ohrdecken verdichtet sich am oberen und unteren Rand. Im Unterschied zur ähnlichen Spießbekassine wird der dunkle Zügel zur Schnabelbasis hin breiter, der helle Überaugenstreif ist dort schmaler als letzterer. Die Kehle ist weißlich, Hals und Brust gelblichbraun gestrichelt. Zu den Brustseiten und Flanken hin wird die Strichelung gröber und V-förmig, so dass sich teils auf hell rostfarbenem Grund auffällige Zickzackmuster bilden. Diese Musterung setzt sich unregelmäßig auf den Unterschwanzdecken fort. Hintere Brust und Unterbauch sind rein weiß. Die Schulterfedern sind auf den Zentren schwarzbraun mit grünmetallischem Glanz und variabel rotbraun gefleckt, gestrichelt oder bekritzelt. Die äußeren bilden mit ihrem breiten, gelblich beigen bis hellbraunen Saum auf der Außenfahne helle Streifen auf dem sonst dunklen Rücken. Die mattbraunen Rückenfedern sind an den Spitzen weiß, jene auf dem hinteren Rücken rötlich bis gelblichbraun gesäumt. Die hellbraunen Oberschwanzdecken sind – teils pfeilspitzenartig – dunkel gebändert, die längsten weißlich gesäumt. Die mittleren Steuerfedern sind auf dem basalen Teil schwarzbraun, auf dem sichtbaren, distalen Viertel rotbraun mit diffuser, dunkler Zeichnung, dunkler Subterminalbinde und hellem Spitzensaum. Auf den äußeren wird der rotbraune Teil ausgedehnter, grauer und deutlich gebändert. Die Anzahl der Steuerfedern liegt meist bei 14, seltener bei 12, 16 oder 18. Die Oberflügeldecken sind überwiegend dunkelbraun, hellbraun und beige gemustert und gesäumt. Die feinen weißen Spitzen der großen Armdecken und der inneren großen Handdecken bilden einen undeutlichen Flügelstreif. Die Schwingen sind dunkelbraun, wobei die weißlichen Spitzen der Armschwingen und der inneren Handschwingen einen ausgedehnten, weißen Flügelhinterrand bilden.
Die Bekassine ähnelt der Doppelschnepfe, ist aber etwas kleiner als diese und zeichnet sich durch Armschwingen mit einer weißen Endbinde aus, die im Flug sichtbar sind. Der weiße Bauchfleck ist bei der Bekassine etwas ausgedehnter und ihre Flanken sind gleichfalls hell gelbbraun und dunkelbraun gebändert.
Jungvögel sind kaum von adulten Vögeln zu unterscheiden. Bei ihnen sind die cremefarbenen Streifen auf dem Rücken etwas schmaler und blasser. Die neuen Flügeldecken tragen völlig weiße Spitzenflecken, die nicht wie bei adulten Bekassinen durch eine schwarze Längsbinde unterbrochen werden.
Der Flug der Bekassine ist sehr schnell. Aufgeschreckte und sich bedroht fühlende Vögel zeigen einen Flug mit Zickzackwendungen. Am Boden knicken Bekassinen bei Gefahr oft reflexartig in den Intertarsalgelenken ein, drücken sich an den Boden und fliegen erst im letzten Moment auf. In der Nähe des Niststandortes oder von Jungvögeln verleiten sie durch Auf- und Abklappen und gleichzeitigem Spreizen des Schwanzes.

## Name
Die deutsche Bezeichnung Bekassine leitet sich von dem französischen Wort bécasse für Waldschnepfe oder Schnepfe ab und bedeutet demnach „kleine Waldschnepfe“.
Im nördlichen Oberschwaben wird die Bekassine wegen ihres charakteristischen "meckernden" Sturzfluggeräuschs auch "Riedmeckeler" genannt.

## Lautäußerungen

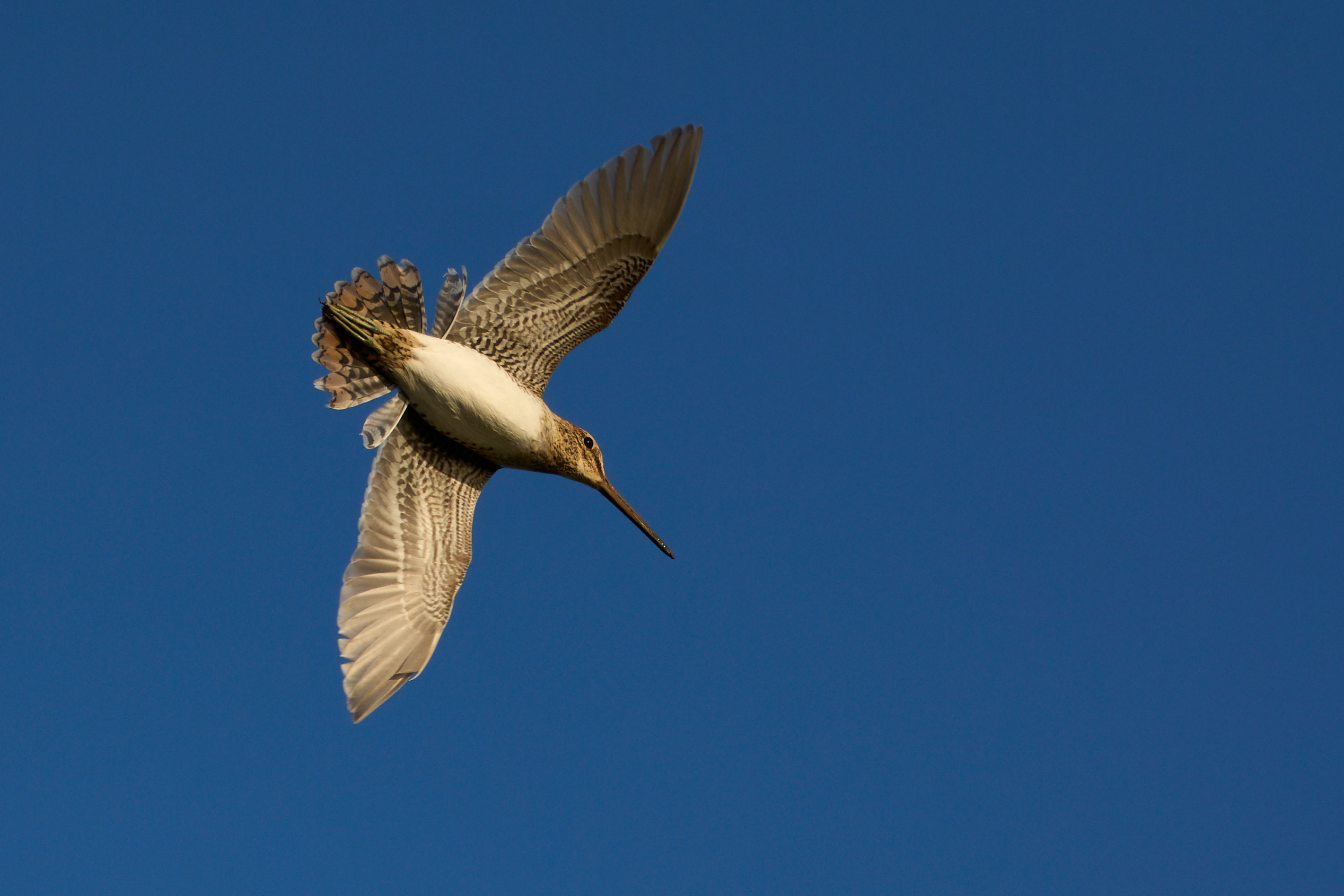
Balzflug einer Bekassine

Vom Boden aufgescheuchte Bekassinen geben ein heiseres, raues Ääätsch von sich, das manchmal auch in kurzen Abständen gereiht wird.
Der Gesang ist vor allem während der Brutzeit zu hören. Es wird von beiden Geschlechtern von einer Warte aus oder im Flug vorgetragen. Er besteht aus langen, rhythmischen Rufreihen von zweisilbigen, recht variablen Lauten, die als tick-er oder diep-pe wiedergegeben werden können. Der Vogel wippt dabei oft rhythmisch mit dem Schwanz. Bei besonderer Erregung können sich die Reihen steigern und bestehen dann aus einsilbigen djugg-Rufen, von denen etwa vier in einer Sekunde aufeinander folgen.
Sehr charakteristisch ist das so genannte „Wummern“ oder „Meckern“, das während der Balzflüge vor allem in der Morgen- und Abenddämmerung zu hören ist. Dabei handelt es sich um einen Instrumentallaut, der durch die speziell versteiften, äußeren Steuerfedern erzeugt wird. Das balzende Männchen, seltener auch das Weibchen, lässt sich aus meist etwa 50 m Flughöhe in einem Winkel von 45–90° herabfallen, wobei die abgespreizten äußeren Steuerfedern im Luftstrom vibrieren und ein summendes Geräusch von sich geben. Das Tremolo wird dadurch erzeugt, dass der Luftstrom in schnellen Abständen von den ebenfalls abgespreizten Flügeln unterbrochen wird. Da der Vogel im Hinabgleiten schneller wird, steigt auch die Lautstärke etwas an.

## Verbreitung

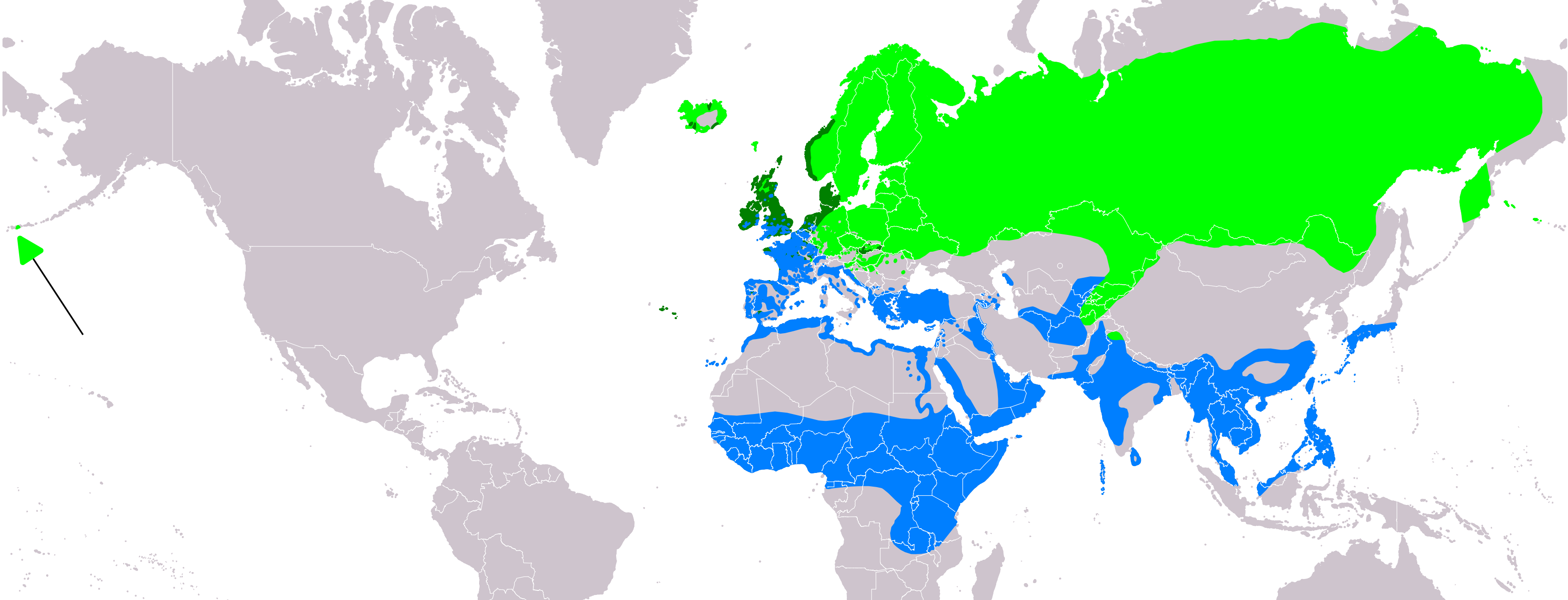
Verbreitung der Bekassine:
Brutgebiete
Ganzjähriges Vorkommen
Überwinterungsgebiete

Das transpaläarktische Verbreitungsgebiet der Bekassine erstreckt sich über große Teile des gemäßigten Eurasiens. Im Norden reicht die Verbreitungsgrenze von Island über den Norden der Britischen Inseln und das nördliche Fennoskandien, wo sie bei etwa 70° N verläuft, sowie durch das europäische Russland und Sibirien. Hier liegt sie meist am Nordrand der Taigazone bei 71° N, erreicht aber an der Ostküste der Taimyrhalbinsel 74° N. Im Osten reicht die Verbreitung bis zum Anadyr, nach Kamtschatka, zur Beringinsel und den Kurilen. Die Südgrenze des Areals verläuft in Europa etwa durch Nordportugal, das mittlere Frankreich, Norditalien, Bulgarien und die Ukraine, wobei die Vorkommen im Westen nur sehr zerstreut liegen. In Asien reicht die Verbreitung südwärts bis ins nördliche Turkestan, lokal bis nach Afghanistan und Vorderindien, durch den Altai und weiter bis zur Mandschurei und zum Ussuri.

## Bestand
Die Bekassine wird von der IUCN als nicht bedroht („least concern“) eingestuft. Der europäische Gesamtbestand wird auf 930.000 bis 1.900.000 Brutpaare geschätzt. Hohe Populationsdichten in Europa erreicht die Bekassine in Russland, dem Baltikum, Skandinavien und dem östlichen Mitteleuropa. Größere Bestände gibt es auch noch auf den Britischen Inseln und im Bereich der Nordsee. In Westeuropa und im Mittelmeerraum kommt die Bekassine zerstreuter vor. Der mitteleuropäische Brutbestand wird zu Beginn des 21. Jahrhunderts auf 24.000 bis 45.000 Brutpaare geschätzt.
In Deutschland gilt die Bekassine laut Roter Liste der Brutvögel Deutschlands 2020 als vom Aussterben bedroht. Noch Mitte des 19. Jahrhunderts wurde die Bekassine als „gemein“ (= häufig) bezeichnet und äußerst intensiv bejagt. Jagdstrecken umfassten manchmal 70 bis 80 geschossene Exemplare pro Tag und Jäger. Der Bestand wird zu Beginn des 21. Jahrhunderts auf 6200 bis 9800 Brutpaare geschätzt. Seit 1980 ist die Art unter strengen Schutz gestellt, so dass etwa das Bejagen, das Zerstören eines Eis oder ein Verkaufsangebot für ein Präparat sogar dann eine Straftat darstellt, wenn man die Art fahrlässig nicht erkannt hat.
In Österreich kommen zwischen 80 und 120 Brutpaare vor. In der Schweiz dagegen ist die Bekassine ein sehr seltener Brutvogel mit maximal drei Brutpaaren.
Die Ursachen des heutigen massiven Bestandsrückgangs sind nicht auf die Bejagung zurückzuführen, sondern auf Entwässerungs- und Bodennivellierungsmaßnahmen im Rahmen intensiver Landwirtschaft und die zunehmende Zersiedelung der Brutareale. Durch die Entwässerung fallen die Wasserstände im Jahr zu früh ab und der Boden bietet nicht mehr genügend Nahrung. Hinzu kommt die Verdichtung der Böden durch schwere Landmaschinen, die es der Bekassine schwer machen, mit dem Schnabel durchzudringen, sowie eine vermehrte Verbuschung der Brutflächen.

## Zugverhalten
Die Bekassine ist sowohl Kurz- und Langstreckenzieher als auch im Westen ihres Brutareals ein Standvogel. Die Überwinterungsquartiere der Bekassine finden sich unter anderem im Nordwesten, Westen und Süden Europas, im Mittelmeergebiet, Vorder- und Südasien, in den nördlichen tropischen Regionen Westafrikas und in Ostafrika bis zum Äquator.
Zu den Gebieten, in denen Bekassinen während des Winters ausharren, gehören unter anderem Island, Westnorwegen, Dänemark und Deutschland. Überwinternde Bekassinen sind unter anderem auch am Bodensee zu finden. Einzelne Funde beringter Vögel belegen aber auch Zugstrecken von Deutschland bis zum Senegal oder Dänemark bis Senegal und Tschad.
Der Wegzug von den Brutplätzen beginnt in Nordeuropa ab Juli. Ab Mitte Juli sind an den typischen Rastplätzen in Norddeutschland bereits zunehmend Durchzügler zu beobachten. Dabei finden sich zu Beginn des Zuges vor allem Jungvögel ein. Der Zug währt bis Ende Oktober und November. Auf dem Rückzug in die Brutgebiete in Nordeuropa sind in Mitteleuropa Bekassinen vor allem im März zu beobachten.

## Unterarten
Innerhalb des großen Verbreitungsgebietes der Bekassine werden mindestens zwei Unterarten beschrieben:

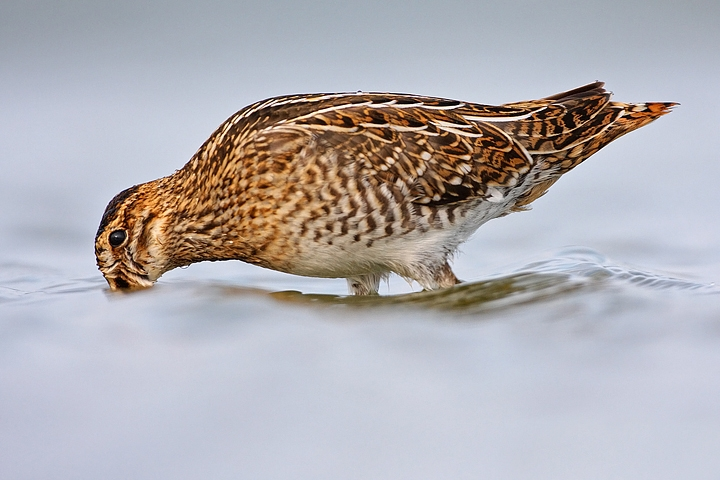
Bei der Nahrungssuche

- Gallinago g. gallinago
 ist die eurasische Nominatform, die von Island und den Britischen Inseln über das europäische Festland bis in das asiatische Kamtschatka brütet und auch auf der Beringinsel sowie Sachalin vorkommt. Die Nominatform mit ihrem großen Verbreitungsgebiet wird in zwei Populationen aufgeteilt. Die eine brütet in Europa westlich des Urals und überwintert überwiegend im Süden und Westen Europas sowie im Nordwesten Afrikas. Die zweite Population kommt in Westsibirien östlich des Urals vor und überwintert überwiegend im Südwesten Asiens und in Afrika südlich der Sahara.[18]

- Gallinago g. faeroensis
 hat ein wesentlich kleineres Verbreitungsgebiet. Sie brütet auf den Nordatlantischen Inseln, nämlich den Färöern, den Orkneyinseln und den Shetland-Inseln

Darüber hinaus gibt es die nordamerikanische Form, die seit 2002 als eigene Art – Wilson-Bekassine (G. delicata) – behandelt wird:
- Gallinago (g.) delicata
 verfügt im Gegensatz zur Gemeinen Bekassine über einen schlankeren Körper, einen schmaleren weißen Rand an den Flügeln und acht Schwanzfederpaare anstatt sieben. Allerdings können die Zahlen variieren, sodass Exemplare der Gemeinen Bekassine auch schon mal sechs bis neun entsprechende Federpaare aufweisen können.

## Lebensraum
Die Bekassine bewohnt Feuchtwiesen und offenes Sumpfland, wo sie zur Brutzeit durch ihre Balzflüge auffällt.
Die Bekassine brütet bevorzugt in extensiv bewirtschafteten Feuchtwiesen und Marschen, in Hochmooren, seltener in Großseggenrieden und lichten Röhrichtflächen, auf Nassbrachen oder an der Küste auch in Salzwiesen und Kögen. Wichtig ist eine nicht zu dichte Vegetation, die sowohl genügend schlammige Flächen (Schlenken, Gräben, Ufer) für die Nahrungsaufnahme als auch ausreichende Deckung aufweisen. Außerdem braucht die Bekassine eine lockere Humusschicht, in der genügend Würmer und Insektenlarven vorkommen.
Zur Zugzeit im Frühjahr kommt die Bekassine in ähnlichen Lebensräumen vor wie zur Brutzeit. Im Spätsommer und Herbst rastet sie wie andere Limikolen gerne auf relativ offenen Schlickflächen auf Rieselfeldern und an Klärteichen, aber auch an flachen Ufern und Gräben.

## Nahrung und Nahrungserwerb

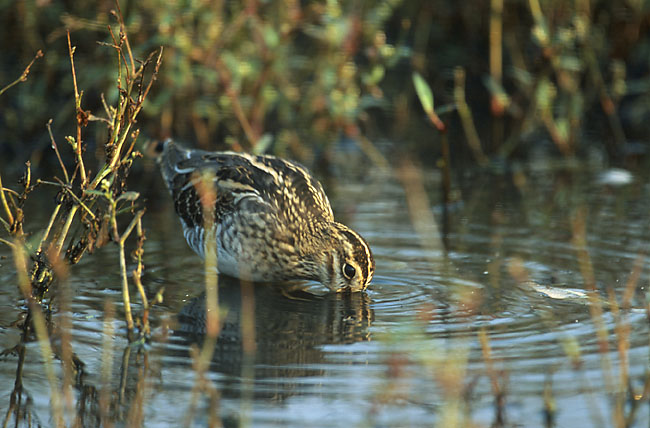
Bekassine auf Nahrungssuche

Bekassinen fressen verschiedene Insekten und deren Larven, Weichtiere, Krebstiere, Pflanzenteile und Sämereien. In einigen Lebensräumen machen Regenwürmer den größten Teil ihres Nahrungsspektrums aus.
Während ihrer Nahrungssuche kann man sie meist dort beobachten, wo der Untergrund feucht ist oder wo flachgründiges Wasser vorhanden ist. Mit ihrem langen Schnabel stochern die Bekassinen tief im Untergrund oder Wasser und schreiten dabei langsam vorwärts. Sie gehen dabei so tief ins Wasser, dass sie manchmal bis zum Bauch im Wasser stehen. In weichem Boden führen sie mitunter ihre Schnäbel bis zu deren voller Länge ein. Da sie eine bewegliche Schnabelspitze haben, vermögen sie kleine Beutetiere noch unter der Erde zu fassen und zu verschlucken, ohne dass sie ihren Schnabel aus der Erde herausziehen müssen. Auf Nahrungssuche begeben sie sich besonders während der Dämmerung, sie sind jedoch auch tagsüber zu beobachten.

## Brutbiologie

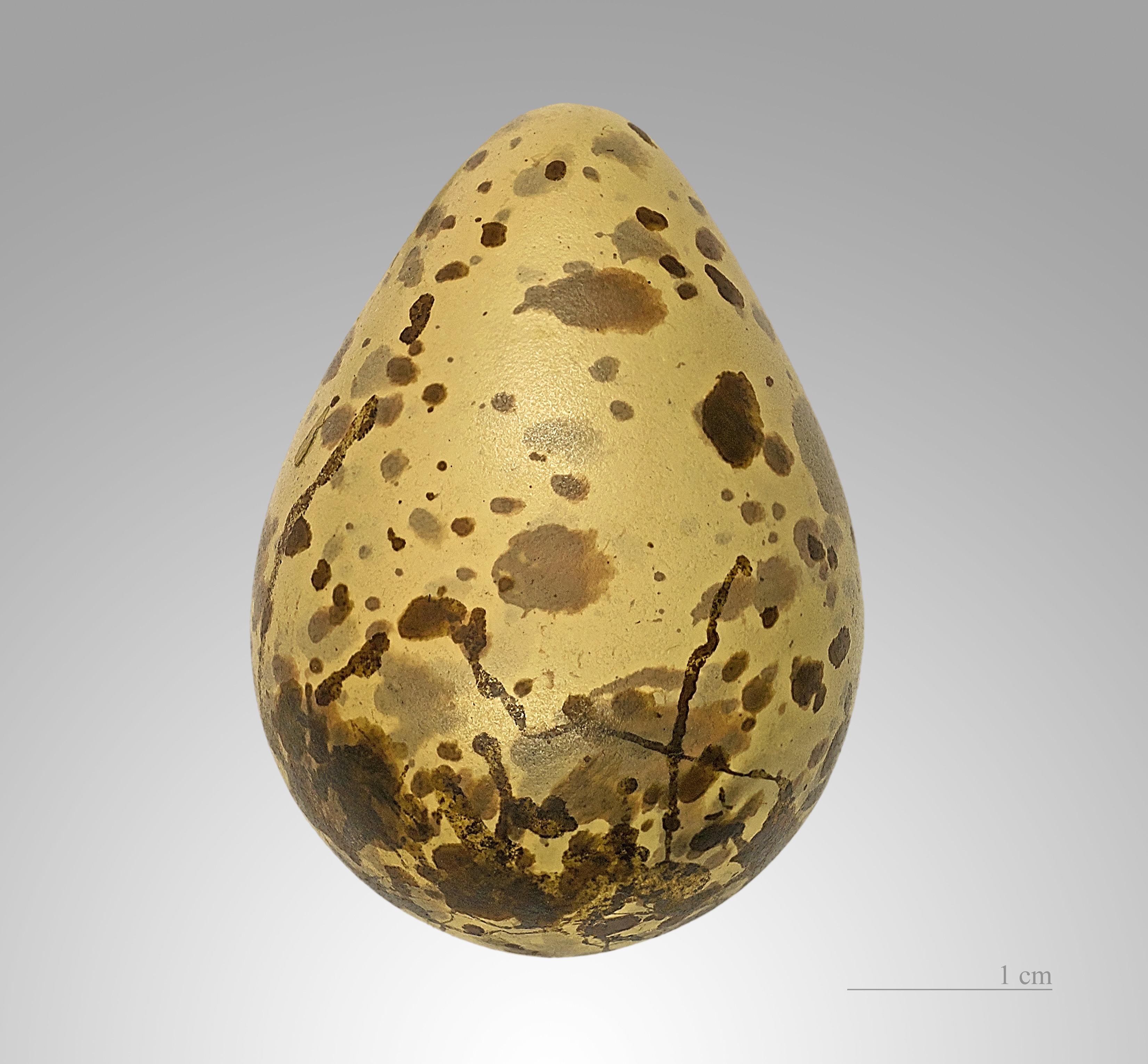
Ei der Bekassine

Bekassinen erreichen in der Regel ihre Geschlechtsreife im 1. Lebensjahr. Sie führen eine monogame Saisonehe, wobei die Männchen vermutlich nicht nur zu Beginn der Brutzeit fremde Weibchen begatten.

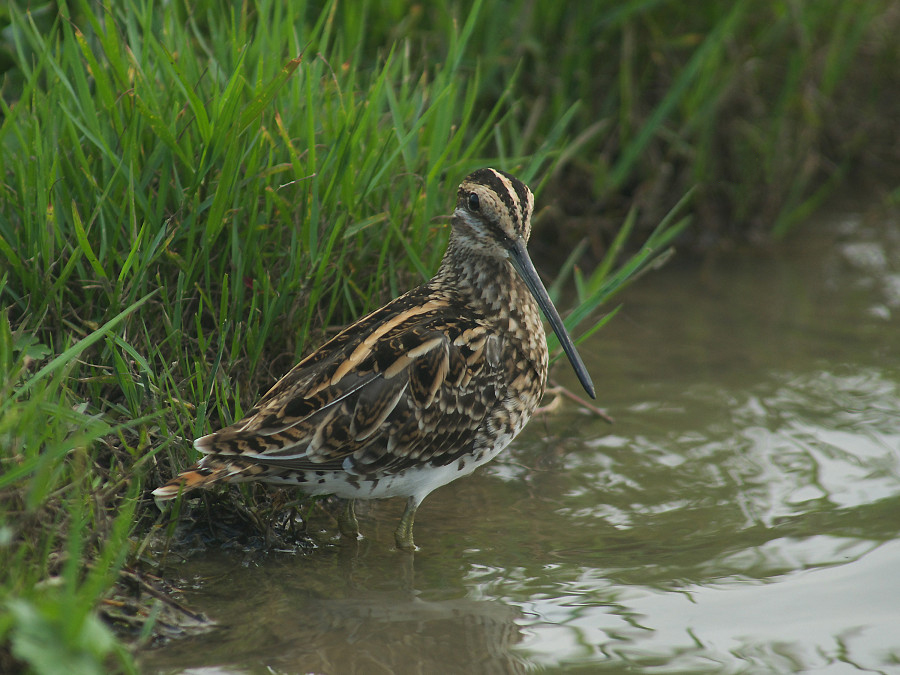
Bekassine als Wintergast in Taiwan

In Mitteleuropa erreichen Bekassinen ihre Brutplätze in der Regel ab März. Gelegentlich sind aber balzende Vögel bereits ab Mitte Februar zu beobachten. Das Revier wird durch das Männchen gegründet, der Nistplatz vom Weibchen gewählt. Das Nest wird auf nassem bis feuchtem Untergrund im Gras oder zwischen Zwergsträuchern errichtet. Es ist eine gut ausgebildete Mulde, die mit dürrem Pflanzenmaterial ausgelegt ist. Der Legebeginn ist in Mitteleuropa frühestens Ende März oder Anfang April. Die meisten Gelege werden jedoch Ende April und Mai gelegt. Die Gelege bestehen gewöhnlich aus vier Eiern. Das Legeintervall beträgt einen Tag. Die Eier sind spitzoval und haben eine graue Grundfarbe. Sie sind rötlichbraun, grünlich bis schwärzlich gesprenkelt. Die Brutdauer beträgt 18–20 Tage. Es brütet ausschließlich der weibliche Elternvogel. Das Männchen hält sich in Nestnähe auf. Die Jungvögel verlassen bereits am 1. Tag das Nest, sind aber auf eine Fütterung durch die Elternvögel angewiesen. Sie sind mit 19 bis 20 Tagen etwas flugfähig und haben ihre volle Flugfähigkeit mit vier bis fünf Wochen erreicht.

## Die Bekassine als Namensgeber
Der Asteroid des inneren Hauptgürtels (8764) Gallinago ist nach der Bekassine benannt (wissenschaftlicher Name: Gallinago gallinago). Zum Zeitpunkt der Benennung des Asteroiden am 2. Februar 1999 befand sich die Bekassine auf der niederländischen Roten Liste gefährdeter Arten.